# Perron
En perron er en forhøjning bygget langs med eller mellem jernbanespor med henblik på at lette indstigning til og udstigning fra jernbanevogne (tog) – perroner beregnet til passagerer, men der findes også gods-, bagage- og rengøringsperroner. En perron kan også være de større afsnit af gulvarealet i kollektive bytransportmidler, f.eks. sporvogne eller busser, som er fri for sæder og kan anvendes af stående passagerer. Der skelnes mellem for-, midter- og bagperroner.

## Perrontyper
Hvor stationen kun har to hovedspor findes som regel en hovedperron mellem stationsbygningen og spor 1 og en ensidet eller tosidet mellemperron mellem spor 1 og 2. På S-banen ses ofte en tosidet perron mellem sporene og med stationsbygningen med servicefaciliteter direkte i tilknytning til perronen.
På stationer med mere end 2 hovedspor er normalt anlagt perroner (med forkant til begge sider) mellem sporene. Disse perroner kaldes øperroner. På sækstationer anvendes tungeperroner. Helsingør Station er et eksempel på en sækstation med tungeperroner.
Fjernbaneperroner er generelt anlagt med en højde på 55 cm over skinneoverkant, medens S-banens perroner har en højde på 92 cm over skinneoverkant. Godsperroner er 123 cm høje så de er plan med gulvet i de fleste godsvognstyper. Bagage- eller rejsegodperroner – som på f.eks. København H, er normalt ret lave. På S-banens perroner findes nær perronkanten afmærkning af en sikkerhedszone. Dette skyldes især de "nye" S-tog, hvis vognkasse rager lidt ind over perronen. På fjernbanernes perroner findes en tilsvarende afmærkning, men normalt kun perroner der kan passeres af gennemkørende tog med mere end 140 km/t.
| Jernbane | Spire Denne jernbaneartikel er en spire som bør udbygges. Du er velkommen til at hjælpe Wikipedia ved at udvide den. |